# Friedrich von Payer
Friedrich von Payer, född 12 juni 1847 i Tübingen, död 14 juli 1931 i Stuttgart, var en tysk politiker.
Payer var 1871–1913 advokat i Stuttgart, tillhörde tyska riksdagen 1877–78, 1880–87 och 1890–1918 samt tyska nationalförsamlingen 1919–20. Han invaldes 1894 i Württembergs andra kammare och var 1895–1912 dennas president. Han tillhörde först Deutsche Volkspartei (i Württembergs lantdag Demokratische Volkspartei) och stödde efter riksdagsupplösningen 1907 Bernhard von Bülows "blockpolitik" samt hade väsentlig andel i de små liberala partigruppernas enande 1910 till Fortschrittliche Volkspartei. Han var sedermera dettas ordförande samt presiderade under första världskriget i det av förtroendemän för alla större riksdagspartier i juli 1917 bildade så kallade "interfraktionella utskottet", som bland annat formulerade den sedan av riksdagen antagna fredsresolutionen. 
Sedan Georg von Hertling blivit rikskansler och de borgerliga majoritetspartierna uttalat önskan om att bli företrädda i ministären, utsågs Payer till ställföreträdande rikskansler (oktober 1917), och han bibehöll denna post även i ministären Max av Baden till revolutionen 9 november 1918. I nationalförsamlingen var Payer ordförande i Deutsche Demokratische Partei, men nedlade denna befattning i juni 1919 i samband med söndringen inom partiet i frågan, huruvida fredstraktaten skulle i oförändrad form undertecknas eller ej (Payer förordade dess undertecknande för att avvärja en fientlig invasion och riksenhetens sprängning). Av ålders- och hälsoskäl drog sig Payer 1920 tillbaka från det politiska livet. Hans memoarer, Von Bethmann-Hollweg bis Ebert (1923), hade stor historisk betydelse som skildring av Max av Badens kanslerstid och partiförhandlingarna om Versaillesfredens undertecknande.